# Liste der Pfarren im Dekanat Schmidatal
Das Dekanat Schmidatal ist ein Dekanat im Vikariat Unter dem Manhartsberg der römisch-katholischen Erzdiözese Wien.

## Pfarren mit Kirchengebäuden und Kapellen
| Ort                       | Pfarrverband         | Ink.                    | Seit               | Patrozinium                   | Kirchengebäude und Kapellen | Bild                        |
| ------------------------- | -------------------- | ----------------------- | ------------------ | ----------------------------- | --- | --------------------------- |
| Braunsdorf                | Oberes Schmidatal    |                         | vor 1300           | Hll. Peter und Paul           | Pfarrkirche Braunsdorf | Pfarrkirche Braunsdorf      |
| Eggendorf am Walde        | Manhartsberg         |                         | vermutlich um 1200 | Hl. Jakobus der Ältere        | Pfarrkirche Eggendorf am Walde Kapelle in Grübern, Kapelle in Kleinburgstall, Kapelle in Reikersdorf                                         | Pfarrkirche Eggendorf       |
| Fahndorf                  | Ziersdorf            |                         | 1783               | Hl. Geist                     | Pfarrkirche Fahndorf | Pfarrkirche Fahndorf        |
| Frauendorf an der Schmida | Oberes Schmidatal    |                         | vor 1145           | Hl. Stephan                   | Pfarrkirche Frauendorf an der Schmida | Pfarrkirche Frauendorf      |
| Gettsdorf                 | Ziersdorf            |                         | 1651               | Hl. Valentin                  | Pfarrkirche Gettsdorf Filialkirche Hollenstein, Filialkirche Minichhofen                                                                     | Pfarrkirche Gettsdorf       |
| Glaubendorf               | Ziersdorf            |                         | vor 1283, neu 1956 | Hll. Philipp und Jakob        | Pfarrkirche Glaubendorf | Pfarrkirche Glaubendorf     |
| Goggendorf                | Oberes Schmidatal    |                         | 1787               | Mariä Verkündigung            | Pfarrkirche Goggendorf | Pfarrkirche Goggendorf      |
| Grafenberg                | Oberes Schmidatal    |                         | 1801               | Kreuzerhöhung                 | Pfarrkirche Grafenberg | Pfarrkirche Grafenberg      |
| Großmeiseldorf            | Ziersdorf            |                         | 1783               | Allerheiligste Dreifaltigkeit | Pfarrkirche Großmeiseldorf | Pfarrkirche Großmeiseldorf  |
| Großriedenthal            |                      | Melk (OSB)              | vor 1700           | Hl. Laurentius                | Pfarrkirche Großriedenthal Kapelle in Neudegg                                                                                                | Pfarrkirche Großriedenthal  |
| Großweikersdorf           | Mittleres Schmidatal |                         | um 1200            | Hl. Georg                     | Pfarrkirche Großweikersdorf Kapelle in Ameistal, Kapelle in Kleinwiesendorf, Kapelle in Großwiesendorf, Kapelle in Baumgarten am Wagram      | Pfarrkirche Großweikersdorf |
| Großwetzdorf              | Mittleres Schmidatal |                         | 1783               | Hl. Thomas                    | Pfarrkirche Großwetzdorf Kapelle in Kleinwetzdorf                                                                                            | Pfarrkirche Großwetzdorf    |
| Hohenwarth                | Manhartsberg         |                         | um 1075            | Hl. Michael                   | Pfarrkirche Hohenwarth Filialkirche Ebersbrunn                                                                                               | Pfarrkirche Hohenwarth      |
| Limberg                   | Manhartsberg         |                         | 1962               | Hl. Jakobus der Ältere        | Pfarrkirche Limberg | Pfarrkirche Limberg         |
| Maissau                   | Manhartsberg         |                         | um 1200            | Hl. Veit                      | Pfarrkirche Maissau Filialkirche Oberdürnbach, Kapelle in Gumping, Kapelle in Wilhelmsdorf, Schlosskapelle Maissau, Friedhofskapelle Maissau | Pfarrkirche Maissau         |
| Mühlbach am Manhartsberg  | Manhartsberg         |                         | um 1080            | Hl. Martin                    | Pfarrkirche Mühlbach am Manhartsberg Kapelle in Bösendürnbach, Kapelle in Olbersdorf, Kapelle in Ronthal                                     | Pfarrkirche Mühlbach        |
| Niederrußbach             | Mittleres Schmidatal |                         | 1359               | Hl. Oswald                    | Pfarrkirche Niederrußbach Filialkirche Oberrußbach, Filialkirche Tiefenthal                                                                  | Pfarrkirche Niederrußbach   |
| Niederschleinz            | Oberes Schmidatal    |                         | 1893               | Hl. Leopold                   | Pfarrkirche Niederschleinz | Pfarrkirche niederschleinz  |
| Oberthern                 | Mittleres Schmidatal |                         | 1784               | Hl. Martin                    | Pfarrkirche Oberthern Glockenturm Unterthern                                                                                                 | Pfarrkirche Oberthern       |
| Radlbrunn                 |                      | Lilienfeld (OCist)      | 1783               | Hl. Johannes der Täufer       | Pfarrkirche Radlbrunn | Pfarrkirche Radlbrunn       |
| Ravelsbach                |                      | Melk (OSB)              | 1110               | Mariä Himmelfahrt             | Pfarrkirche Ravelsbach Kapelle in Pfaffstetten, Kapelle in Gaindorf                                                                          | Pfarrkirche Ravelsbach      |
| Rohrbach                  | Ziersdorf            |                         | vor 1354           | Hl. Andreas                   | Pfarrkirche Rohrbach bei Ziersdorf Filialkirche Kiblitz, Kapelle in Dippersdorf                                                              | Pfarrkirche Rohrbach        |
| Roseldorf                 | Oberes Schmidatal    |                         | 1564               | Mariä Geburt                  | Pfarrkirche Roseldorf | Pfarrkirche Roseldorf       |
| Röschitz                  | Oberes Schmidatal    |                         | 1546               | Hl. Nikolaus                  | Pfarrkirche Röschitz Kapelle Allerheiligste Dreifaltigkeit                                                                                   | Pfarrkirche Röschitz        |
| Ruppersthal               | Mittleres Schmidatal |                         | vor 1400           | Hl. Ägidius                   | Pfarrkirche Ruppersthal | Pfarrkirche Ruppersthal     |
| Sitzendorf an der Schmida | Oberes Schmidatal    |                         | 1141               | Hl. Martin                    | Pfarrkirche Sitzendorf an der Schmida Ortskapelle Kleinkirchberg, Ortskapelle Pranhartsberg, Ortskapelle Sitzenhart                          | Pfarrkirche Sitzenhart      |
| Stoitzendorf              | Oberes Schmidatal    | Klosterneuburg (CanReg) | 1784               | Hl. Leopold                   | Pfarrkirche Stoitzendorf | Pfarrkirche Stoitzendorf    |
| Straning                  | Oberes Schmidatal    |                         | 1564               | Mariä Himmelfahrt             | Pfarrkirche Straning Kapelle in Etzmannsdorf                                                                                                 | Pfarrkirche Straning        |
| Stranzendorf              | Mittleres Schmidatal |                         | 1711               | Hll. Peter und Paul           | Pfarrkirche Stranzendorf Kapelle in Oberparschenbrunn                                                                                        | Pfarrkirche Stranzendorf    |
| Unterdürnbach             |                      | Lilienfeld (OCist)      | 1784               | Hl. Magdalena                 | Pfarrkirche Unterdürnbach Schlosskapelle Unterdürnbach                                                                                       | Pfarrkirche Unterdürnbach   |
| Wartberg                  | Oberes Schmidatal    |                         | 1784               | Hl. Leonhard                  | Pfarrkirche Wartberg Marienkapelle Wartberg                                                                                                  | Pfarrkirche Wartberg        |
| Zemling                   | Manhartsberg         |                         | 1784               | Mariä Heimsuchung             | Pfarrkirche Zemling | Pfarrkirche Zemling         |
| Ziersdorf                 | Ziersdorf            |                         | 1783               | Hll. Wolfgang und Katharina   | Pfarrkirche Ziersdorf | Pfarrkirche Ziersdorf       |

## Dekanat Schmidatal
Das Dekanat Schmidatal umfasst 33 Pfarren.

## Dechanten
- seit 2023 Edmund Tanzer OCist[1]